# Ахмед Хамруш
 Ахмед Хамруш (араб.  أحمد أبو خطوة عبد الحميد حمروش الذي‎; англ.  Ahmed Hamroush, 4 сентября 1921 года, Бени-Суэйф, Султанат Египет — 28 октября 2011 года,Каир, Арабская Республика Египет) — египетский политический и культурный деятель, историк, писатель и журналист, один из участников революции 1952 года.

## Биография
Ахмед Абу Хатуа Абдул Хамид Хамруш родился 4 сентября 1921 года в Бени-Суэйфе на Среднем Ниле в семье шейха, занимавшегося рассмотрением судебных дел частного порядка и часто совершавшего поездки по стране (институт шейхов был упразднён в Египте после 1952 года). В 1923 году, когда Ахмеду было два года, отец скончался и мать увезла ребёнка к деду и бабушке в деревню Эль-Хавалид (араб.  الخوالد ‎, англ. Al-Khawalid), в северо-западной дельте Нила. Здесь ещё в детстве Хамруш познал бедность и отсталость египетской деревни, чем позднее объясняли его интерес к марксизму и участие в революционном движении.
Уже в ноябре 1935 года, будучи учащимся средней школы «Аль-Тауфикия», он принял участие в демонстрациях за восстановление Конституции 1923 года и был вместе с 35 другими учащимися арестован полицией. Вскоре их отпустили, но выслали в отдалённые районы, однако уже 13 декабря конституция была восстановлена, и Хамруш вернулся в школу, где продолжил учёбу.
В 1939 году Ахмед Хамруш поступил в Военное училище в Каире, так как его родственники считали, что только офицерская карьера может гарантировать обеспеченность и постоянную занятость в Египте, где многие квалифицированные специалисты в те годы не имели постоянной работы.
Пройдя двухлетний курс обучения, Хамруш получил звание младшего лейтенанта и был направлен в зенитно-прожекторный полк в Александрию. В условиях начавшейся Второй мировой войны египетская армия выполняла вспомогательные функции и должна была содействовать британским войскам в защите стратегически важного ближневосточного региона от нацистской Германии. Однако, как писал позднее сам Хамруш, в тот период ориентацию националистически настроенных египетских офицеров «определяла главным образом надежда на победу немцев и поражение англичан». После «инцидента 4 февраля 1942 года», когда Великобритания заставила короля сменить правительство страны, подполковник Мохаммед Кямиль ар-Рахмани создал в армии нелегальную группу в поддержку монарха, к которой примкнул и Ахмед Хамруш. Эта организации ставила своей задачей не дать британским силам взорвать мосты, дамбы и другие важные объекты в случае отхода перед наступающим Африканским корпусом Эрвина Роммеля. Однако вскоре лидеры группы ар-Рахмани и бригадный генерал Фуад Садек были арестованы, а поражение итало-германских войск у Эль-Аламейна положило конец надеждам на нацистскую Германию. Избежавший репрессий Хамруш до конца войны служил в противовоздушной обороне Александрии и впоследствии без сожалений писал и о своём членстве в прогерманской организации, и об участии в защите египетского неба от немецкой авиации.

Поворот в жизни молодого офицера наступил в 1945 году, когда он, получив также высшее гражданское образование, написал письмо сенатору Мохаммеду Хаттаб-бею, известному своим предложением ограничить землевладение в Египте 50 федданами земли. Хамруш, хорошо помнивший нищету египетского крестьянства, хотел побольше узнать о планах Хаттаб-бея, но тот удивил его встречными вопросами. Сенатор интересовался, читал ли Хамруш книгу посла США в СССР Джозефа Дэвиса «Миссия в Москву», уже экранизированную в США, слышал ли он о В. И. Ленине и Великой Октябрьской социалистической революции в России? Мало что знавший об этом Хамруш был приглашён сенатором на свою лекцию в научно-исследовательском центре Сайеда Зейнаб. Ахмед Хамруш вспоминал: «Здесь я нашёл цвет египетской молодёжи. Впечатление было огромным. Я проникся их идеями. Все они придерживались левых взглядов и мечтали о социальной справедливости»
Хаттаб-бей так же пригласил молодого офицера на заседание египетского Сената 26 июня 1945 года, созванное для обсуждения проекта аграрной реформы. Позднее Хамруш вспоминал, что "был поражён свирепостью, с какой члены сената обрушились на Мухаммеда Хаттаба. Его проект квалифицировали как «большевизм», который-де «надо пресечь».

### «Партизанская война»
В 1947 году Ахмед Хамруш, примкнувший к созданной тогда же коммунистической организации ХАДЕТУ издал книгу «Партизанская война», которая была использована во время развёртывания антибританского партизанского движения федаев в Зоне Суэцкого канала (через 14 лет книгу с тем же названием, только на испанском — «La Guerra de Gerrillas», — издал Эрнесто Че Гевара. В англоязычных изданиях названия книг Хамруша и Че Гевары звучали одинаково — «Guerrilla Warfare».) Хамруш установил контакт с майором Гамалем Абдель Насером, который приезжал на конспиративные встречи с ним на своём знаменитом чёрном «Остине», и как лидер военного крыла ХАДЕТУ договорился с ним о поставках оружия для партизан. Теперь Насер доставал оружие через Магди Хасанейна, имевшего доступ к оружейным складам в Аббасии, а Хамруш и майор Осман Фавзи переправляли его федаям в Зону Канала. В 1951 году книга «Партизанская война» выдержала второе издание, а руководство ХАДЕТУ решило расширить военные операции против британской армии за счёт привлечения к ним и местного египетского населения. В том же году Хамрушу, несмотря на уговоры офицеров политической полиции, удалось организовать участие армейских офицеров в массовой демонстрации в Александрии во время похорон члена комитета сторонников мира студента Аббаса аль-Аасара, погибшего в боях с англичанами. Многие офицеры и унтер-офицеры подписали тогда Стокгольмское воззвание . Одновременно Хамруш в тесном контакте с Насером продолжал переправку гранат, оружия и боеприпасов партизанским группам в Зоне Суэцкого канала и в Шаркию

### «Свободные офицеры» и революция 1952 года
Капитан Ахмед Хамруш одним из первых вступил в организацию «Свободные офицеры», где вместе с Насером, Халедом Мохи эд-Дином, Салахом Салемом, Хамди Убейдом, Ахмедом Фуадом и Абдель Рахманом Аннаном занимался написанием и распространением листовок.
В 1952 году Хамруш продолжал служить в Александрии, где занимался пропагандой среди египетских войск, в которых ещё не улеглись страсти вокруг поражения Египта в первой арабо-израильской войне. 21 июля, накануне выступления «Свободных офицеров», к нему пришли братья Насера Шауки и Эзз эль-Араб Абдель Насеры и сообщили, что он, как представитель александрийского гарнизона, срочно вызывается в Насером в Каир за инструкциями. Вечером 22 июля 1952 года, около 17.30, Насер на своём чёрном «Остине» подъехал к ожидавшему его на улице Хамрушу в сопровождении Камаля ад-Дина Хусейна и двух офицеров. Он сообщил, что этой ночью армия произведёт переворот и выдвинет требования к королю Фаруку. Для Хамруша эта новость была полной неожиданностью, тем более что в среде ХАДЕТУ не поддерживали идею военного переворота, а придерживались теории народной революции. Насера поставил задачу начать мобилизацию лояльных «Свободным офицерам» частей армии в «летней столице» страны, где находились на отдыхе король Фарук и правительство, обеспечить контроль над районом, не приводя в движение войска и не допустить конфликтов между гарнизонами Александрии и Каира. Однако Хамруш, прежде чем выехать в свой гарнизон, поставил в известность коммуниста Ахмеда Фуада, Халеди Мохи эд-Дина, Юсефа Седдыка и генерального секретаря ХАДЕТУ Сейида Сулеймана Рифаи (Бадра). Уже в полночь он прибыл в Александрию и сразу же направился во 2-й прожекторный полк, а затем из штаба округа дал сигнал командирам прибыть в расположения их частей. В Александрии, в отличие от Каира, не стали прибегать к арестам, но до утра обстановка оставалась неопределённой, так как лояльные королю офицеры, оставаясь свободными в своих частях, не знали, что им предпринять. Когда утром 23 июля Анвар Садат зачитал по радио Манифест «Свободных офицеров», весь александрийский гарнизон дружно выразил поддержку и присоединился к движению. Хамруш отмечал, что «нигде не произошло ни одного враждебного выступления» . Среди поддержавших усилия Хамруша офицеров кроме братьев Насера, был и будущий военный атташе в Аммане Салах Мустафа. Из Каира поступило распоряжение не предпринимать активных действий, и только во второй половине дня 23 июля Насер и генерал Мохаммед Нагиб позвонили Хамрушу, выслушали доклад о том, что в Александрии всё спокойно, и дали указание задержать командующего Пограничной охраной генерала Хусейна Серри Амера, намеревавшегося бежать в Ливию .

### На газетном фронте
Роль капитана Ахмеда Хамруша в перевороте была заметной, однако ни после 23 июля, ни 15 августа 1952 года он не был включён в состав Совета революционного командования. 1 сентября Насер поручил ему организовать издание первого революционного издания — журнала «Ат-Тахрир» (Освобождение), который должен был распространяться в армии. Уже 16 сентября 1952 года Ахмед Хамруш выпустил первый номер журнала, который стал выходить под лозунгами «Мы защищаем конституцию!» и «Мы боремся за процветание крестьянства!». Он пригласил в редакцию «Ат-Тахрира» Хасана Фуада, Саада Лабиба, Абдель Монейма аль-Сауи и Абдель Рахмана аль-Шаркауи и впоследствии высоко оценивал свою журналистскую команду. Вскоре круг его обязанностей расширился — он был главным редактором журнала «Аль-Катиб» (Писатель) , участвовал в основании и издании правительственной газеты «Аль-Гумхурия» (1953) , затем был редактором «Аль-Рисалах аль-Гадида» («The New Herald»). Однако затем Насер неожиданно изменил своё отношение к Хумрушу — в один из дней редактору «Ат-Тахрира» сообщили, что на его место назначен полковник Сарват Окраша.

### Заговор артиллеристов и тюрьма
15 января 1954 года капитан Ахмед Хамруш был арестован по обвинению в том, что он принял участие в заговоре офицеров артиллерии. Он провёл 50 дней в тюрьме, однако с очень мягким режимом содержания: Хамруш писал, что был помещён в одну из пяти относительно комфортных камер, предназначенных для женщин-иностранок. В соседней камере был помещён бывший член Регентского совета Египта подполковник Рашад Механна . После освобождения Ахмед Хамруш был переведён под строгий надзор в территориальные войска («Аль-Гейш аль-Марабит»), осуществлявшие охрану объектов, и около года провёл в глухой провинции. Только в апреле 1955 года, перед поездкой в Бандунг, Насер согласился принять Хамруша по его просьбе, и опала была снята. Вскоре он уже редактировал ежемесячный журнал «Аль-Хадаф» («Цель») и в январе 1956 года опубликовал в нём от имени Главного мобилизационного управления вооружённых сил серию статей под общим заголовком «Этот канал — наша собственность», дав информационную поддержку начавшейся кампании за национализацию канала.

### Театр
В октябре 1956 года, когда не был ещё разрешён Суэцкий кризис, Ахмед Хамруш получил неожиданное назначение, которое, как он сам признавал, повергло его в шок. Насер назначил его директором Национального театра в Каире. «Я сходил с ума. Я был солдатом, борцом. Моя страна была в состоянии войны. Хуже — я был „Свободным офицером“, который теперь оказывался отодвинутым на задний план». «Я был глубоко уязвлён этой моей маргинализацией» — писал Хамруш.
Впрочем, в те дни Насер вызвал к себе Хамруша, Ахмеда Фуада и Лютфи Вакеда и попросил их связаться с египетскими коммунистами как с союзниками по подпольной борьбе в случае оккупации Египта.
Сам Хамруш окончательно не впал в отчаяние и использовал своё новое положение для поддержки патриотического духа в условиях иностранной интервенции. По его инициативе труппа Национального театра бесплатно представила публике спектакль о событиях 1906—1907 годов, когда в результате инцидента в деревне Деншавай англичанами были казнены египетские крестьяне, что вызвало мощное антибританское движение в Египте. Хамрушу удалось наладить с актёрами хорошие отношения: он ценил их идеализм и эмоциональную щедрость и старался по возможности защищать их интересы. С театральной эпохой Ахмеда Хамруша были связаны такие звёзды египетской сцены как Амина Ризк, Санаа Гамиль, Самиха Айюб и Сохейр эль-Бабли. Однако через несколько лет Хамруш вновь был неожиданно отстранён от своего поста в Национальном театре.

### Писатель и издатель
Оказавшись без должности, Ахмед Хамруш полностью посвятил себя писательской деятельности и поездкам по миру. В 1959 году он выпустил книгу «Кризис», в 1964 году — «Тишина», но в том же 1964 году президент Насер опять же неожиданно нашёл для Хамруша новую должность, назначив его редактором знаменитого еженедельника «Роз эль-Юсеф» . В 1966 году Хамруш опубликовал описание своих путешествий «От Токио до Лондона». Он сохранил свой пост в «Роз эль-Юсеф» и при Садате, которого лично знал с 1952 года, но в 1974 году, как и многие видные руководители египетской печати, был отстранён от редактирования журналом за критику «демократического эксперимента». Ахмед Хамруш был внесён в «чёрный список» и на время был лишён права работать в печатных изданиях, хотя и сохранил пост генерального секретаря Египетского комитета солидарности народов стран Азии и Африки. Тем не менее, к 1980-м годам им было опубликовано уже 15 книг и брошюр на темы египетской истории, политики, культуры, литературы и театра.
Особое место среди работ Хамруша занял пятитомный исторический труд «Революция 23 июля 1952 года в Египте», который удалось издать в Бейруте в 1975—1977 годах через ливанское издательство «Арабский центр исследований и публикаций». Обширная монография включала тома:
- том 1. «Египет и военные» (в двух частях — 1.Египетская армия в XIX—XX веках и 2) «Свободные офицеры»;
- том 2. «Общество Гамаля Абдель Насера» (Египет в 1952 −1960-х годах);
- том 3. «Гамаль Абдель Насер и арабы» (политика Египта в арабском мире);
- том 4. «Свидетели июльской революции» (анкеты и мемуарные материалы участников революции);
- том 5. «Осень президента» (последние годы правления Г. А. Насера).

Уже в 1977—1978 годах монография выдержала второе издание на арабском языке, а в 1984 году в сильно сокращённом виде была издана в СССР в переводе на русский язык В. И. Соловьёва.
После гибели Садата отношения Ахмеда Хамруша с властями стали более дружественными: его не раз принимал президент Хосни Мубарак, а его вклад в египетскую культуру и науку был отмечен министром культуры АРЕ Фаруком Хосни.
В январе 2008 года Ахмед Хамруш был избран президентом Организации солидарности народов Азии и Африки (ОСНАА)  заменив на этом посту скончавшегося Мухаммеда Мурада Галеба. Его выдвижение было одобрено президентом Мубараком.

### Дипломатические миссии
Давние связи Ахмеда Хамруша с египетскими коммунистами неожиданно оказались востребованными во времена президента Насера. Группа египетских коммунистов-евреев, отказавшихся переезжать в Израиль и обосновавшихся во Франции, связались с Хамрушем с целью использовать его как посредникам между Насером и «партией мира» в Израиле. Насер поддержал эту инициативу и отправил Хамруша, чтобы тот, используя связи уроженца Каира, журналиста Эрика Руло из французской газеты «Le Monde», провёл встречи с Наумом Голманом. В посредничестве принимал участие и президент Югославии Иосип Броз Тито.
Однако особое место в дипломатической биографии Хамруша играл Судан. Насер посылал его в эту страну в 1964 году после произошедшей там Октябрьской революции и в 1969 году, после Майской революции, приведшей к власти левый режим Джафара Нимейри. Летом 1971 года уже Анвар Садат вновь направил Хамруша своим представителем в Хартум, чтобы выяснить ситуацию в Судане после переворота 19 июля и контрпереворота 21 июля 1971 года. В 1990 −2000-х годах Хамруш занимался проблемой Южного Судана, поддерживал тесные контакты с лидером Народной освободительной армии Судана Джоном Гарангом.
Ахмед Хамруш скончался утром 28 октября 2011 года в Каире после долгой болезни. В субботу, 29 октября, после прощания в военном госпитале Каира, Ахмед Хамруш был погребён в деревне Эль-Хавалид, где прошло его детство.

## Награды
В феврале 2008 года на международной конференции, посвященной 50-летию Организации солидарности народов Азии и Африки (ОСНАА) в Каире член Совета Федерации России А. С. Дзасохов вручил Ахмеду Хамрушу общественный орден «Звезда Азии и Африки».

## Частная жизнь
Ахмед Хамруш многие годы вставал в 5 часов утра и, несмотря на возраст, совершал часовую пробежку до Клуба Джезира, затем несколько часов работал в своей квартире, после чего появлялся в офисе созданного в 1958 году Египетского комитета солидарности народов стран Азии и Африки. С 1960-х годов Хамруш увлекался крокетом и стал основателем и первым президентом Египетской федерации крокета. Он занимал этот пост более 25 лет, а в 1999—2003 годах также был членом Руководящего комитета Всемирной федерации крокета.

## Сочинения
- Хамруш А. Революция 23 июля 1952 года в Египте / М. 1984
- Ахмед Хамруш. Осень гнева. / М., 1984.
- Хамруш Ахмед. Саурат 23 йулийа 1952 фи Миср [Революция 23 июля 1952 года в Египте]. Бейрут, 1974—1975. Т. 1-5. (ар.)
- Guerrilla Warfare (1947);
- Reflections on War (1949);
- Secrets of the Battle of Port Said (1956);
- Crisis (1959);
- Silence (1964);
- From Tokyo to London (1966);
- Egypt and Sudan: The Common Struggle (1966);
- Military Coups (1967);
- The Pulse of History;
- The Game of Politics;
- The Story of the Press in Egypt;
- The July Revolution and the Egyptian Psyche.
- Story of the July Revolution (Киссат саурат 23 йулийа. Бахс ан аль-иштиракийя — История революции 23 июля. Исследование о социализме) (Каир, 1983).